# Basketball-Bundesliga 1994-1995
La Basketball-Bundesliga 1994-1995 è stata la 29ª edizione del massimo campionato tedesco di pallacanestro maschile. La vittoria finale è stata ad appannaggio del TSV Bayer 04 Leverkusen.

## Risultati

### Stagione regolare

#### Gruppe Nord
|    | Squadra                 | G  | V  | P  | PF   | PS   | Pt. | Qualificazione                  |
| -- | ----------------------- | -- | -- | -- | ---- | ---- | --- | ------------------------------- |
| 1. | TSV Bayer 04 Leverkusen | 32 | 28 | 4  | 2872 | 2337 | 56  | playoffs                        |
| 2. | Alba Berlino            | 32 | 27 | 5  | 2936 | 2467 | 54  | playoffs                        |
| 3. | Brandt Hagen            | 32 | 21 | 11 | 2784 | 2487 | 42  | playoffs                        |
| 4. | MTV 1846 Gießen         | 32 | 14 | 18 | 2529 | 2539 | 28  | playoffs                        |
| 5. | Forbo Paderborn 91      | 32 | 9  | 23 | 2486 | 2908 | 18  | girone retrocessione/promozione |
| 6. | SG Bramsche/Osnabrück   | 32 | 5  | 27 | 2473 | 3072 | 10  | girone retrocessione/promozione |

#### Gruppe Süd
|    | Squadra                | G  | V  | P  | PF   | PS   | Pt. | Qualificazione                  |
| -- | ---------------------- | -- | -- | -- | ---- | ---- | --- | ------------------------------- |
| 1. | TTL Basketball Bamberg | 32 | 21 | 11 | 2792 | 2514 | 42  | playoffs                        |
| 2. | SSV 1846 Ulma          | 32 | 20 | 12 | 2849 | 2700 | 40  | playoffs                        |
| 3. | Steiner Bayreuth       | 32 | 18 | 14 | 2744 | 2627 | 36  | playoffs                        |
| 4. | Oberelchingen          | 32 | 16 | 16 | 2722 | 2807 | 32  | playoffs                        |
| 5. | BG Ludwigsburg         | 32 | 10 | 22 | 2602 | 2735 | 20  | girone retrocessione/promozione |
| 6. | TV Germania Trier      | 32 | 3  | 29 | 2239 | 2835 | 6   | girone retrocessione/promozione |

### Girone retrocessione/promozione
|    | Squadra               | G  | V | P | PF  | PS  | Pt. | Qualificazione                         |
| -- | --------------------- | -- | - | - | --- | --- | --- | -------------------------------------- |
| 1. | BG Bramsche/Osnabrück | 10 | 8 | 2 | 862 | 807 | 16  | ammesse alla stagione 1995-96          |
| 2. | BG Ludwigsburg        | 10 | 7 | 3 | 809 | 724 | 14  | ammesse alla stagione 1995-96          |
| 3. | TuS Lichterfelde      | 10 | 6 | 4 | 758 | 741 | 12  | ammesse alla stagione 1995-96          |
| 4. | TV Germania Trier     | 10 | 6 | 4 | 824 | 798 | 12  | ammesse alla stagione 1995-96          |
| 5. | Forbo Paderborn 91    | 10 | 2 | 8 | 721 | 779 | 4   | retrocesso in 2. Basketball-Bundesliga |
| 6. | TV Lich               | 10 | 1 | 9 | 761 | 886 | 2   |                                        |

## Playoff
|  | Quarti di finale | Quarti di finale | Quarti di finale |              |               | Semifinali       | Semifinali | Semifinali |  |  | Finali | Finali           | Finali |
|  |                  |                  |                  |              |               |                  |            |            |  |  |        |                  |        |
|  | N1.              | Bayer Leverkusen | 2                |              |               |                  |            |            |  |  |        |                  |        |
|  | S4.              | Oberelchingen    | 0                |              |               |                  |            |            |  |  |        |                  |        |
|  | S4.              | Oberelchingen    | 0                |              | N1.           | Bayer Leverkusen | 3          |            |  |  |        |                  |        |
|  |                  |                  |                  |              | N1.           | Bayer Leverkusen | 3          |            |  |  |        |                  |        |
|  |                  | N3.              | Brandt Hagen     | 1            |               |                  |            |            |  |  |        |                  |        |
|  | S2.              | N3.              | Brandt Hagen     | 1            | SSV 1846 Ulma | 0                |            |            |  |  |        |                  |        |
|  | S2.              |                  |                  |              | SSV 1846 Ulma | 0                |            |            |  |  |        |                  |        |
|  | N3.              | Brandt Hagen     | 2                |              |               |                  |            |            |  |  |        |                  |        |
|  |                  |                  |                  |              |               |                  |            |            |  |  | N1.    | Bayer Leverkusen | 3      |
|  |                  |                  | N2.              | Alba Berlino | 0             |                  |            |            |  |  |        |                  |        |
|  | S1.              | Bamberga         | 2                |              |               |                  |            |            |  |  |        |                  |        |
|  | N4.              | MTV Gießen       | 1                |              |               |                  |            |            |  |  |        |                  |        |
|  | N4.              | MTV Gießen       | 1                |              | S1.           | Bamberga         | 0          |            |  |  |        |                  |        |
|  |                  |                  |                  |              | S1.           | Bamberga         | 0          |            |  |  |        |                  |        |
|  |                  | N2.              | Alba Berlino     | 3            |               |                  |            |            |  |  |        |                  |        |
|  | N2.              | N2.              | Alba Berlino     | 3            | Alba Berlino  | 2                |            |            |  |  |        |                  |        |
|  | N2.              |                  |                  |              | Alba Berlino  | 2                |            |            |  |  |        |                  |        |
|  | S3.              | Bayreuth         | 1                |              |               |                  |            |            |  |  |        |                  |        |

| Basketball-Bundesliga 1994-1995    |
| ---------------------------------- |
| TSV Bayer 04 Leverkusen 13º titolo |

## Formazione vincitrice
| N° | Naz.                   | Ruolo | Sportivo                |  | Alt. |  |
| -- | ---------------------- | ----- | ----------------------- |  | ---- |  |
| 4  | Germania (bandiera)    | AP    | Moritz Kleine-Brockhoff |  | 198  |  |
| 5  | Stati Uniti (bandiera) | P     | Tom Garrick             |  | 188  |  |
| 6  | Germania (bandiera)    | AC    | Björn Gieseck           |  | 206  |  |
| 7  | Germania (bandiera)    | P     | Heimo Förster           |  | 190  |  |
| 8  | Germania (bandiera)    | GA    | Denis Wucherer          |  | 195  |  |
| 9  | Germania (bandiera)    | C     | Christian Welp          |  | 213  |  |
| 10 | Germania (bandiera)    | C     | Sascha Hupmann          |  | 216  |  |
| 12 | Germania (bandiera)    | AG    | Henning Harnisch        |  | 202  |  |
| 13 | Germania (bandiera)    | P     | Michael Koch            |  | 190  |  |
| 14 | Stati Uniti (bandiera) | C     | Abdul Shamsid-Deen      |  | 208  |  |
| 15 | Germania (bandiera)    | C     | Detlef Musch            |  | 212  |  |
|    | Germania (bandiera)    | All.  | Dirk Bauermann          |  |      |  |

## Premi e riconoscimenti
- MVP regular season:  Michael Koch, TSV Bayer 04 Leverkusen